# Кандалый, Габдельджаббар
Габдельджаббар Кандалый (тат. Габделҗаббар Кандалый; 5 ноября 1797, Ертуганово, Симбирская губерния — май 1860, Ертуганово, Самарская губерния) — татарский поэт, писавший на татарском и арабском языках. Автор сатирических и лирических стихов и поэм о любви.

## Биография
Поэт родился в 1797 году в Ертуганово в семье потомственного муллы Габдельмаджита Аль-Булгари, известного своими прогрессивными взглядами.
Начальное образование будущий писатель получил у своего отца, затем в течение 17 лет обучался в медресе, где он большое внимание уделял изучению филологических дисциплин, в особенности, арабистики, теории и истории восточной поэзии, персидскому языку.
В 1824 г. Габделжаббар Кандалый, став имамом в родной деревне, продолжил свою поэтическую, а также преподавательскую деятельность в медресе при мечети.
Скончался в 1860 году; похоронен на кладбище села Ертуганово.

## Творчество
Его сочинения при жизни читались по рукописям. Первым, кто обратил внимание на его стихи, был Каюм Насыри. В своей книге «Фавакигелжаласа» («Плоды бесед о литературе»), наряду с народными песнями, он печатает и собственные стихотворения. На русском языке его стихи опубликованы в Антологии татарской поэзии (Казань, 1957).
Габдельджаббар Кандалый вошёл в историю татарской литературы как первый поэт-лирик, воспевший любовь к женщине. В своих стихах открыто писал о бесправии женщин, тяжёлый труд крестьян, высмеивал невежественное духовенство, сочинял сатирические стихи, эпиграммы. Наиболее известны его стихи, посвящённые любимой женщине, — «Сахипджамал» (1884), а также цикл сатирических стихов («Мулла и его жена»). Многие произведения были утрачены в годы революции 1917 года.

## Память
Г. Кандалый занесён в галерею знаменитых уроженцев Симбирско‑Ульяновского края.
Могила Г. Кандалыя в 1999 году отнесена к выявленным объектам культурного наследия Старомайнского района.
В 2007 году в Ертуганово состоялся первый фестиваль имени Г. Кандалыя. В 2015 году в Ульяновске проведена научно‑практическая конференция, посвящённая творчеству Г. Кандалыя.
Областной татарской национально‑культурной автономией учреждена ежегодная литературная премия имени Г. Кандалыя.